# جرالدین (آلاباما)
جرالدین (به انگلیسی: Geraldine) شهری در شهرستان دیکلب ایالت آلاباما است که مساحت آن ۱۰٫۱۸ کیلومتر مربع است و در سرشماری سال ۲۰۱۰ میلادی، ۸۹۶ نفر جمعیت داشته و تراکم جمعیتی آن، ۸۸٫۰۲ نفر در هر کیلومتر مربع بوده است.